# Receptor 5-HT1D
El receptor 1D de 5-hidroxitriptamina (serotonina), también conocido como HTR1D, es un receptor 5-HT. La abreviatura HTR1D también denota el gen humano que codifica al receptor proteico. El receptor 5-HT1D actúa sobre el sistema nervioso central y afecta la locomoción animal y la ansiedad. También induce vasoconstricción en el cerebro, por lo que agonistas al receptor han contribuido a restaurar el tono de los vasos sanguíneos durante las migrañas.
Los receptores 5HT1D se encuentran ubicados en niveles bajos en los ganglios basales (globo pálido, sustancia negra, caudate putamen), el hipocampo y la corteza cerebral. El receptor se ha estudiado en el contexto de alteraciones que podrían predecir conductas suicidas.

## Estructura
El receptor 5HT1D es un receptor ligado a proteína G que activa una cascada de mensajeros intracelulares para producir una respuesta inhibitoria al disminuir los niveles celulares de AMPc. El 5HT1D es un receptor tipo TM-7. Se cree que un gran ciclo intercelular entre TM-5 y TM-6 está asociado con el acoplamiento a un segundo mensajero. Los agonistas pueden unirse de tal manera que utiliza un residuo de aspartato en TM-3 y ciertos residuos en TM-4, TM-5 y TM-6. Se encontró que un clon humano que contenía un marco de lectura abierto sin intrones codificaba 377 aminoácidos del receptor 5HT1D . El gen ha sido localizado en el cromosoma 1, región 1p34.3-36.3

## Ligandos
El Receptor 5-HT1D es uno de los subtipos de receptores a la serotonina que pueden fungir como autorreceptores, automodulando la liberación del neurotransmisor.

### Agonistas
El modelado molecular ha proporcionado una imagen del sitio de unión agonista del receptor 5HT1D . Se han identificado los residuos de aminoácidos dentro de la región del sitio de unión del receptor. Esta es una guía valiosa para diseñar posibles agonistas del receptor 5HT1D. Cuando sumatriptán se une al receptor, hay un cambio conformacional importante tanto en el ligando como en el receptor en el bolsillo de unión.
- 5-(Noniloxi)triptamina[14]
- Sumatriptán (vasoconstrictor en la migraña)[3]
- Ergotamina (vasoconstrictor en la migraña)
- 5-carboxamidotriptamina (5-CT)
- 5-(t-butil)-N-metiltriptamina[15]
- CP-135.807
- CP-286.601
- PNU-109.291 ((S)-3,4-Dihidro-1-[2-[4-(4-metoxifenil)-1-piperazinil]etil]-N-metil-1H-2-benzopiran-6-carboxamida)
- PNU-142.633 ((1S)-1-[2-[4-[4-(Aminocarbonil)fenil]-1-piperazinil]etil]-3,4-dihidro-N-metil-1H-2-benzopirano-6- carboxamida)
- GR-46611 (3-[3-(2-Dimetilaminoetil)-1H-indol-5-il]-N-(4-metoxibencil)acrilamida)
- L-694,247 (2-[5-[3-(4-Metilsulfonilamino)bencil-1,2,4-oxadiazol-5-il]-1H-indol-3-il]etanamina)
- L-772,405

### Antagonistas
- Ziprasidona (antipsicótico atípico)
- Metiotepina (antipsicótico)
- Yohimbina (afrodisíaco)
- metergolina
- BRL-15572
- Vortioxetina (antidepresivo)
- GR-127,935 (antagonista mixto 5-HT 1B/1D )
- LY-310,762
- LY-367,642
- LY-456,219
- LY-456,220